# Pokret bezemljaša Brazila
Pokret zemljoradnika bez zemlje (port. Movimento dos Trabalhadores Rurais Sem Terra, skraćeno MST), poznatiji kao pokret bezemljaša Brazila je najveći društveni pokret u Latinskoj Americi sa oko 1 i po milion ljudi organizovanih u 23 (od ukupno 27) brazilskih država.
U Brazilu, 1,6% zemljoposednika drži skoro polovinu (46.8%) obradive zemlje, 3% zemljoposednika poseduje dve trećine obradive zemlje, dok 20% ljudi drži 90% zemlje. Skoro dve trećine ogromnih zemljoposeda (latifundiosa) ostaje neobrađeno, dok je 12 miliona ljudi bez krova i bez zemlje (ne računajući stanovnike favela, za koje se smatra da nisu u najgorem položaju), a seljaci zakupci plaćaju ogromne rente.
Brazilski bezemljaši sprovode „zemljišne reforme odozdo”, tako što zauzimaju i obrađuju neobrađene zemljoposede, a ogromne prazne kuće u vlasništvu krupnih zemljoposednika pretvaraju u domove za siromašne porodice. Reforme temelje na brazilskom Ustavu, koji kaže da zemlja koja ostane neobrađena treba da se koristi za „širu društvenu funkciju”. (Federalni Ustav Brazila, 1984)
„Zemlje ima puno. Naše je pravo da osvojimo ovu zemlju, da možemo da sadimo useve i hranimo decu.” — kaže jedan od bezemljaša.
Pokret je do sada osvojio preko 80.000 kvadratnih milja zemlje i naselio 350.000 porodica u preko 2000 naselja. Čin zauzimanja zemlje, koji oni nazivaju „presecanje žice”, je temelj pokreta. To je vatreno krštenje za aktiviste i bitan deo njihovog identiteta.
„Kada klješta preseku žicu i ona pukne kao žica na violini, a ograda se sruši, bezemljaši gube svoju nevinost.” — Pedro Tierra, iz pokreta bezemljaša.
Pokret bezemljaša je razvio čitav niz taktika direktne akcije, uključujući zauzimanje kongresnih i opštinskih zgrada, dugačke marševe, zemljoradničke štrajkove i bojkote, barikade i blokade puteva. Često se te direktne akcije kombinuju sa pregovaranjem i parlamentarnom politikom. Ideološki je pokret dosta šarolik, inspirisan katoličkom teologijom oslobođenja, marksizmom, kubanskom revolucijom i raznim pobunjenicima kao što su: Če Gevara, ikona pokreta, Zumbi, brazilski rob koji je poveo pobunu u 16. veku i uspostavio slobodnu zajednicu, koja se održala 95 godina, i Antonio Conselheiro, mistik koji je predvodio bunu siromašnih u 19. veku i osnovao kvazi-komunističku zajednicu Canudos.
Pokret bezemljaša je uključen u alterglobalistički pokret i od 1994. se bore protiv globalnih agrokompanija i marširaju protiv STO na samitima. Globalizacija brazilske seljake dovodi u prilično nezavidan položaj, prisiljavaju male uzgajivače da se takmiče sa gigantskim agrokompanijama na međunarodnim tržištima, namećući standardizaciju semena, i sl.
Pokret se takođe bori i protiv genetički modifikovanog semena i za organski uzgoj hrane. Postoji stotine malih zadruga koje zajedno uzgajaju hranu. 2005. su u saradnji sa vladama Venecuele i brazilske Parane, univerzitetom Parane i pokretima zemljoradnika širom sveta, osnovali Latino američku školu za agroekologiju.
Pokret se bori i protiv velike nepismenosti u Brazilu. Oko 160.000 dece pohađa 1800 javnih škola u MTS naseljima, a preko 50.000 odraslih su naučili da čitaju i pišu.
Njihova borba nije prošla bez žrtava, na stotine je bezemljaša do sada ubijeno. Više je seljaka ubijeno pod demokratskim režimom, nego političkih disidenata pod vojnom diktaturom, koja je trajala od 1964. do 1988.

## Istorijat
Brazilski pokret bezemljaša je rođen iz pojedinačnih, izolovanih borbi za zemlju, koju su seljaci vodili u južnom Brazilu krajem 1970-ih.
Krajem 1980. i početkom 1981. je preko 6.000 porodica bez zemlje osnovalo kamp na tromeđi tri neobrađena poseda u najjužnijoj državi Brazila Rio Grande do Sul, koji je kasnije postao poznat kao Encruzilhada Natalino. Uz podršku mnogih udruženja građana, i dela katoličke crkve, porodice su izvršile pritisak na vladu vojne hunte da ekspropriše okolnu zemlju u svrhu agrarne reforme.
Pokret bezemljaša je zvanično osnovan 1984. i organizovan je, od lokalnog do nacionalnog nivoa, u kolektive koji donose odluke diskusijom i konsenzusom. Pokret između sebe bira predstavnike, od kojih preko 90% živi u njihovim naseobinama.
17. aprila 1996. policija je napala 2000 seljaka bezemljaša u istočnoamazonskom gradu Eldorado dos Karahas. 19 seljaka je ubijeno a 69 je povređeno.
1999. pokret je usvojio novu strategiju — ranije su zauzimali samo napuštenu zemlju, ali od sada u krajevima gde vlada glad, ako se zemlja koristi za uzgoj komercijanih sadnica, poput šećerne trske, a ne za hranu lokalnog stanovništva, zauzimanje je opravdano.
U toku 2000. godine ubijeno je 11 bezemljaša.
Pred izbore na kojima je izabran 2003. predsednik Lula je obećao da će država kupiti neiskorišćenu zemlju i da će je podeliti siromašnim porodicama bez doma. „Daću vam toliko zemlje, da nećete moću svu da je zauzmete!”
2005. je 13.000 bezemljaša marširalo preko 200 kilometara iz Gojanije u glavni grad Braziliju. Kada su posle dve nedelje stigli, 18. maja, predsedniku Luli je predata lista zahteva za agrarnu reformu, autonomiju Indijanaca, veće javne izdatke i društvene stanove. Delegacija od 50 ljudi je imala tričasovni sastanak sa predsednikom Lulom, koji im je ponovo obećao da će 430.000 porodica bez zemlje biti smešteno do kraja 2006.
2006. stotine brazilskih bezemljaša su zauzele kongresnu zgradu u glavnom gradu Braziliji. U neredima je oko 500 ljudi uhapšeno, a preko 25 povređeno. Aktivisti su uspeli da se probiju u predvorje donjeg doma brazilskog Kongresa u Braziliji da bi zahtevali kraj ropskom radu i izmene brazilskih zakona sa ciljem ubrzanja agrarnih reformi.

## Slogani
- Zemlja onima koji je obrađuju. (Terra para quem nela trabalha)
- Bez agrarne reforme nema demokratije. (Sem reforma agraria nao havera democracia)
- Zauzimanje zemlje je rešenje! (Ocupaçao é a soluçao!)
- Zauzmi, obradi, odbrani! (Ocupar, Produzir, Resistir!)
- Agrarna reforma: za Brazil bez latifundosa! (Reforma Agraria: Por um Brasil Sem Latifundios!)

## Napomene
1. ↑  Podatak sa njihovog sajta

## Literatura
- Sue Branford, Brazil's *Landless Want More than Just Land
- Nicholas Arons, Landless and *Just About Hopeless in Brazil
- João Pedro Stedile, Landless Battalions Архивирано на веб-сајту  (1. мај 2008)
- Jorge E. Hardoy i David Satterthwaite, Squatter Citizen: Life in the Urban Third World

## Spoljašnje veze
- Pokret bezemljaša Brazila (na engleskom)
- Pokret bezemljaša Brazila (na portugalskom)